# Arcofacies ampelocalamus
Arcofacies ampelocalamus är en insektsart som beskrevs av Chen, Yang och Tsai 2007. Arcofacies ampelocalamus ingår i släktet Arcofacies och familjen sporrstritar. Inga underarter finns listade i Catalogue of Life.